# Менассе, Роберт
Ро́берт Ме́нассе (нем.  Robert Menasse, 21 июня 1954, Вена) — австрийский поэт, прозаик, эссеист, переводчик.

## Биография
Родился в еврейской семье. Учился филологии и философии в Вене, Зальцбурге, Мессине. В 1981—1988 преподавал в университете Сан-Паулу. Переводит эссеистику и прозу с португальского. После Бразилии жил в Берлине, Амстердаме, в настоящее время живет в Вене.

## Творчество
Как в прозе, так и в эссе саркастически воссоздает «австрийский дух», историю и современность страны, отмечает не ослабевающий антисемитизм населения Германии и Австрии.

## Произведения
- Sinnliche Gewißheit, роман (1988)
- Die sozialpartnerschaftliche Ästhetik. Essays zum österreichischen Geist, эссе (1990)
- Selige Zeiten, brüchige Welt, роман (1991)
- Das Land ohne Eigenschaften. Essay zur österreichischen Identität, эссе (1992)
- Phänomenologie der Entgeisterung. Geschichte vom verschwindenden Wissen, эссе (1995)
- Schubumkehr, роман (1995)
- Hysterien und andere historische Irrtümer, эссе (1996)
- Dummheit ist machbar. Begleitende Essays zum Stillstand der Republik, эссе (1999)
- Erklär mir Österreich. Essays zur österreichischen Geschichte, эссе (2000)
- Die Vertreibung aus der Hölle, роман (2001)
- Das war Österreich. Gesammelte Essays zum Land ohne Eigenschaften, эссе (2005)
- Das Paradies der Ungeliebten, политическая драма (премьера 7 октября 2006 в Дармштадте)
- Don Juan de la Mancha oder die Erziehung der Lust, роман (2007)
- Ich kann jeder sagen: Erzählungen vom Ende der Nachkriegsordnung, новеллы (2009)
- Permanente Revolution der Begriffe, эссе (2009)
- Die Hauptstadt, роман (2017)

## Публикации на русском языке
- Блаженные времена, хрупкий мир. СПб: Фантакт, 1995
- Страна без свойств: эссе об австрийском самосознании. СПб: Санкт-Петербург — XXI век, 1999
- Немецкий театр мертв//
- Изгнание из ада. М.: Текст, 2010

## Признание
Литературная премия Хаймито фон Додерера (1990), Австрийская государственная премия за публицистику по проблемам культуры (1998), премия Гриммельсхаузена (1999), премия Жана Амери за эссеистику (2000), премии Лиона Фейхтвангера (2002), Марии-Луизы Кашниц (2002), премия Эриха Фрида (2003), премия Бруно Крайского за политическую книгу (2005), французский Орден искусств и литературы (2006), Немецкая книжная премия (2017) и др.